# Vyacheslav Kyrylenko

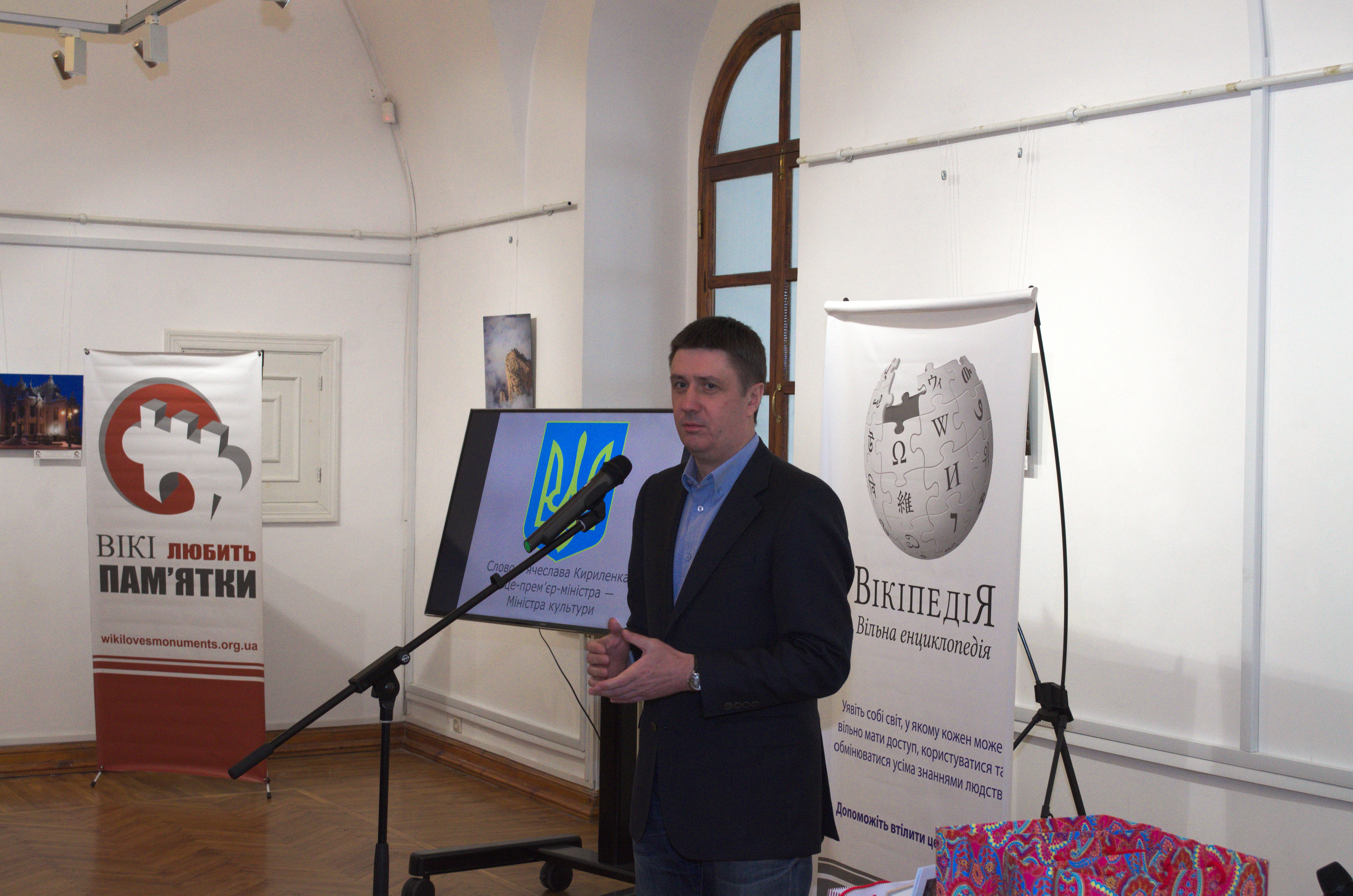
Kyrylenko es partidario del proyecto Wikipedia en Ucrania.

Vyacheslav Anatoliyovych Kyrylenko (en ucraniano: В'ячеслав Анатолійович Кириленко) es un político ucraniano; exministro de Trabajo y Política Social, Vice primer ministro, exlíder del partido político Nuestra Ucrania y exdirigente del partido ¡Por Ucrania!. Desde septiembre de 2014, es uno  de los líderes del Frente Popular.

## Biografía
Durante sus estudios en la Universidad de Kiev, Kyrylenko fue uno de los principales dirigentes de la huelga estudiantil política de la Plaza de la Independencia en Kiev, el cual se llevó a cabo entre el 12 y 17 de octubre de 1990, que condujo finalmente a la renuncia del Presidente del Consejo de Ministros de Ucrania Vitaly Masol. Entre los años 1992 y 1993 Kyrylenko encabezó la Unión Estudiantil Ucraniana y comenzó a militar en el Movimiento Popular de Ucrania, de la que poco después pasó a ser el líder de las juventudes del partido y permaneció en él hasta 2002, mientras al mismo tiempo estaba trabajando en su doctorado en Filosofía en la Universidad de Kiev (en 1993, se graduó de la Facultad de filosofía y obtuvo su doctorado en 1997).
En 2002, Kyrylenko se convirtió en el vicepresidente del Partido Popular Ucraniano. Durante las elecciones parlamentarias de 1998, Kyrylenko obtuvo un escaño en la Rada Suprema (Parlamento Ucraniano); desde entonces, ha sido reelegido una y otra vez como diputado. En 2005 Kyrylenko pasa a ser Ministro de Trabajo y Política Social en el primer gobierno de Yulia Tymoshenko y ese mismo año, se convierte en Vice primer ministro en el breve gobierno de Yuri Yejanúrov hasta las elecciones parlamentarias de 2006. En diciembre de 2006 Kyrylenko fue elegido líder de la Facción Parlamentaria "Nuestra Ucrania" y el 31 de marzo de 2007 encabezó el Bloque Nuestra Ucrania-Autodefensa Popular. Durante las elecciones parlamentarias de 2007, Kyrylenko fue el principal candidato de su coalición en la lista del partido. La alianza perdió 9 escaños pero su porcentaje total de votos tuvo una leve mejoría.
En 2008 Kyrylenko fue sucedido como presidente de Nuestra Ucrania por Presidente honorario Viktor Yúshchenko. En diciembre de ese año, Kyrylenko renunció a su coalición, en protesta a su rechazo del bloque en apoyar las reformas en el segundo mandato de Tymoshenko con el Bloque de Lytvyn. Según Kyrylenko, la reestructuración planteaba "una seria amenaza para la economía y la esfera social". El 23 de diciembre de 2008 Kyrylenko formó parte de la bancada parlamentaria del Partido de Protección Social. En noviembre de 2009 comenzó a cooperar con su partido, para participar en las elecciones locales de 2010. En noviembre de 2009 el Partido de Protección Social cambió su nombre a ¡Por Ucrania!, y Kyrylenko pasó a ser su presidente.
En noviembre de 2009, Kyrylenko fue condecorado con la Orden del Príncipe Yaroslav el Sabio, V clase.
En diciembre de 2011 Kyrylenko firmó un acuerdo con el presidente de Frente de Cambios, Arseniy Yatsenyuk, sobre la actividad conjunta de oposición y fusionar sus partidos tras las elecciones parlamentarias.
Kyrylenko fue posicionado en el cuarto lugar en la lista electoral de Batkivshchina durante las elecciones parlamentarias de 2012. Obtuvo nuevamente la reelección.
Kyrylenko fue clave en el intento de derogar la Ley 2012 "Sobre los principios de la política lingüística estatal". El 23 de febrero de 2014, dos días después de la destitución de Viktor Yanukóvich, Kyrylenko decidió en una sesión parlamentaria, incluir en la agenda un borrador que podría derogar la Ley 2012. La moción fue llevada a cabo por 232 diputados a favor de la propuesta, la cual fue sometida inmediatamente a votación, siendo aprobada por los mismos 232 diputados. La derogación de la Ley  2012 fue muy mal recibida en Crime, y en la zona oriental y sur de Ucrania, provocando una ola de protestas antigubernamentales, que finalmente condujo al estallido de la crisis de Crimea de 2014. El Presidente interino Oleksandr Turchinov anunció el 28 de febrero de 2014, de que no iba a firmar la ley en ejercicio, pero su reacción fue lo bastante tardía para frenar la crisis.
En septiembre de 2014 Kyrylenko se convirtió en miembro fundador de su nuevo partido, el Frente Popular, en el que actualmente es su líder.

## Familia
Kyrylenko está casado con Kateryna Mykhailivna quién es una conferencista de filosofía en la Universidad Nacional de Kiev de la Cultura y las Artes. Tienen dos hijos (un varón y una niña).